# Minutes to Midnight
Minutes to Midnight is het derde studioalbum van rockband Linkin Park. Het is geproduceerd door Rick Rubin en Mike Shinoda en werd in 2007 uitgebracht onder het Warner Bros.-label.
Het album kwam op verschillende data in de eerste helft van mei 2007 uit. Het is het eerste studioalbum van de band na een relatieve rustperiode van twee jaar. Het album debuteerde op de tweede plek in Nederland en op de zevende plek in Vlaanderen van de desbetreffende albumlijsten. Het bereikte in de Verenigde Staten de dubbele platina status, waar het op de eerste positie van de albumlijst debuteerde.
De band verlaat op het album het nu-metalgenre dat op de vorige albums prominent was. Daarnaast probeerde de band te experimenteren met andere muzikale vormen en stijlen. Rapper Mike Shinoda is minder op de voorgrond te horen door zijn betrokkenheid als producer. Van het album werden in een tijdsbestek van vijftien maanden vijf singles uitgebracht, waarvan de eerste, What I've Done, het best presteerde in de hitlijsten. Andere singles waren Bleed It Out, Shadow of the Day, Given Up en Leave Out All the Rest. Het album werd door critici gemengd ontvangen en was commercieel minder succesvol.

## Achtergrondinformatie
Linkin Park heeft aan Minutes to Midnight relatief lang gewerkt; vorige albums kwamen veel sneller tot stand. In ruim veertien maanden zijn er meer dan 150 demo's opgenomen en aan de songteksten werd ruim zes maanden gewerkt. Het album is het eerste studioalbum dat medegeproduceerd is door bandlid Mike Shinoda en het eerste studioalbum met een Parental Advisory-sticker. Shinoda deelt de productie met Rick Rubin (onder andere Red Hot Chili Peppers, Run-D.M.C.). Het album is het eerste studioalbum dat de band uitbracht na een relatieve stilte van twee jaar, waarin de band een pauze nam na vier jaar achtereenvolgende tours.
Rubin nodigde de band voor de opnames uit in zijn huis The Mansion, een villa in Los Angeles. Hier werden al eerder onder andere de albums Blood Sugar Sex Magik en Stadium Arcadium van de Red Hot Chili Peppers opgenomen. Toen de ruimte gereed werd gemaakt voor een andere artiest, nam Linkin Park de laatste nummers op in de NRG Studios te North Hollywood, Californië, waar de band ook de vorige albums heeft opgenomen. Rubin had een grote invloed op de nieuwe muziekstijl van de band. Op zijn vraag wat de band met het album wilden bereiken, antwoordde de groep dat het grenzen wilde verleggen en een nu-metaltrilogie wilde voorkomen. Dit genre was op de eerdere albums Hybrid Theory en Meteora prominent aanwezig. Rubin antwoordde dat de band geen grenzen nodig had en gewoon moest gaan schrijven, alles kon materiaal voor het nieuwe album worden. Vervolgens ging de band aan de slag en kwam met nummers met verschillende stijlen, van heavy metal tot typische jaren 60 muziek en techno. Een nieuwigheid bij het opnemen van het album, was dat elk lid van de band een eigen harde schijf meekreeg en daarop de nummers kon opslaan.

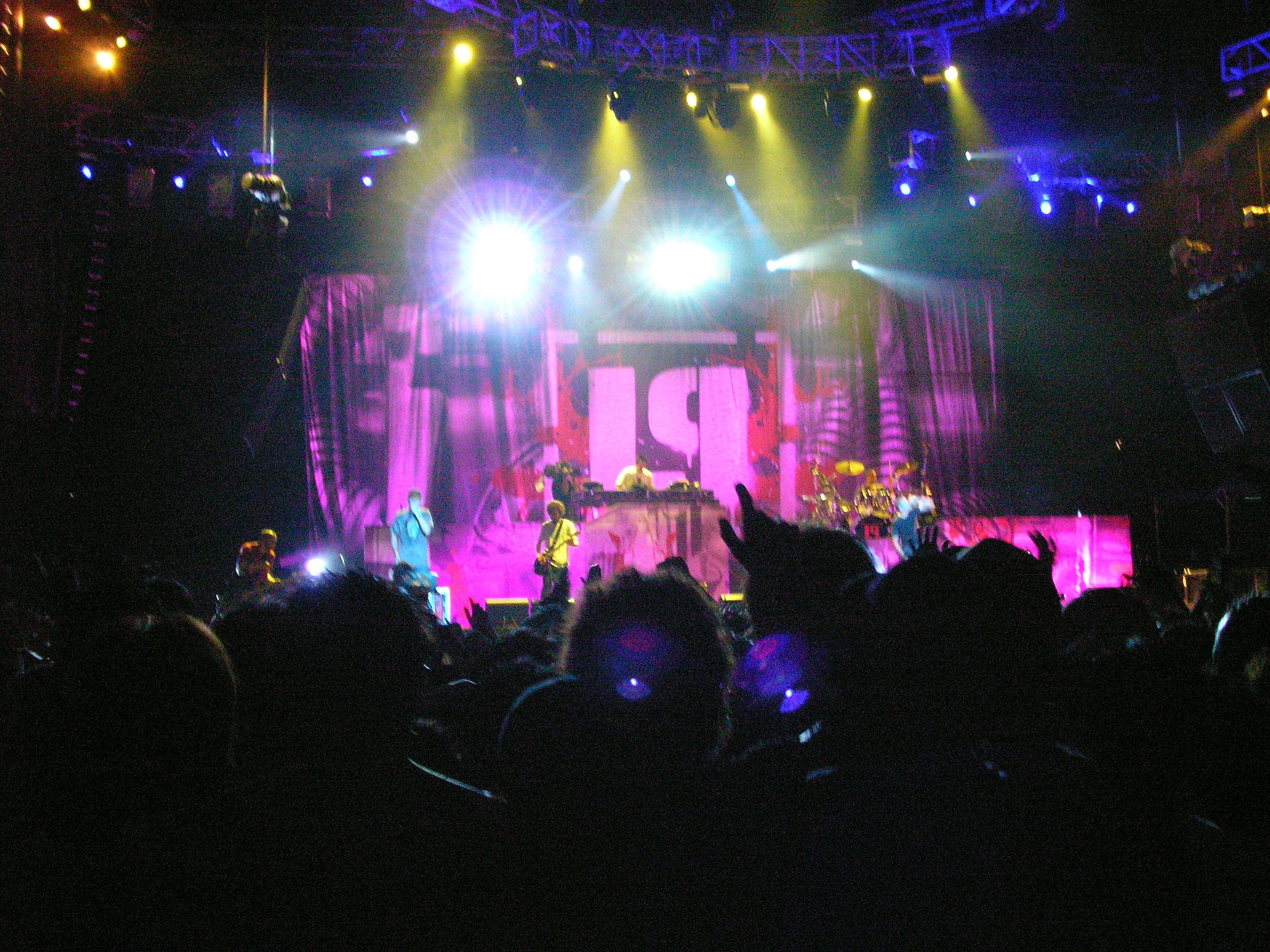
Linkin Park tijdens het Summer Sonic Festival in 2006.

Een kleine indruk van het nieuwe geluid van de band was te horen in augustus 2006, waar ze op het Summer Sonic Festival in Japan optraden en het nummer QWERTY voor het eerst speelden, een nummer waarvan de songteksten in het vliegtuig op weg naar het land werden geschreven. De demoversie, opgenomen in The Mansion, en de live-versie van het nummer staan op de ep Linkin Park Underground 6.0. Hoewel dit nummer nog steeds in het nu-metalgenre te plaatsen is, is het nummer veel harder door de schreeuwvocalen in de refreinen en de brug. Op deze ep staat ook Announcement Service Public, een nagenoeg volledig instrumentaal nummer waarin een geschreeuwde zin van Bennington achterstevoren is gesampled. Ook dit nummer heeft het album, net als QWERTY, niet gehaald.
Voor het eerst bestaat de cover van een album niet uit het artwork van Shinoda of Joe Hahn. De cover is een in zwart-wit bewerkte foto, waarop de band op een strand over zee uitkijken met in de verte een eiland. Op een andere versie van de cover kijken de bandleden naar de camera die op de grond ligt waarbij de bandleden rondom de camera staan.

## Titel
De titel is een verwijzing naar de Doomsday Clock, waar de Minutes to Midnight de minuten zijn tot de vernietiging van de aarde door atoomwapens. Volgens frontman Chester Bennington keek hij de avond voor de band een titel zou kiezen naar een documentaire over de doemdagklok. De dag erna had de band moeite met het kiezen van een juiste titel en toen Bennington met Minutes to Midnight kwam, koos de band voor deze titel.
"Neem dat niet al te direct. Er zijn verschillende meningen, de meeste zijn metaforisch. Het is zeker een verwijzing naar de doemdagklok... de onheilspellendheid... een metafoor voor de dood en wedergeboorte, maar het kan ook toegepast worden in de muziekindustrie."

## Release
De release van het album is meerdere malen uitgesteld. Oorspronkelijk stond het album gepland voor een release in de zomer van 2006 en later werd dit de herfst van 2006. Volgens Shinoda bleven de nummers komen en wilde de band de stroom niet onderbreken. De band richtte zich vervolgens op een datum in de eerste maanden van 2007 en op 6 maart 2007 plaatste Shinoda een bericht op de MySpaceblog van Linkin Park en Fort Minor, met daarin de tekst: "Minutes to Midnight, 15 may, -m". Het bericht was een minuut voor middernacht geplaatst en na enkele minuten weer verwijderd. Warner Bros. Records kondigde de dag erna in een officieel persbericht aan dat het derde studioalbum van de band, getiteld Minutes to Midnight, op 15 mei 2007 zou worden uitgebracht. In Europa kwam het album op 14 mei uit. In verschillende andere landen was de release op een ander datum dan 14 mei, waarbij het album in Malta al op 10 mei in de schappen lag.

## Promotie

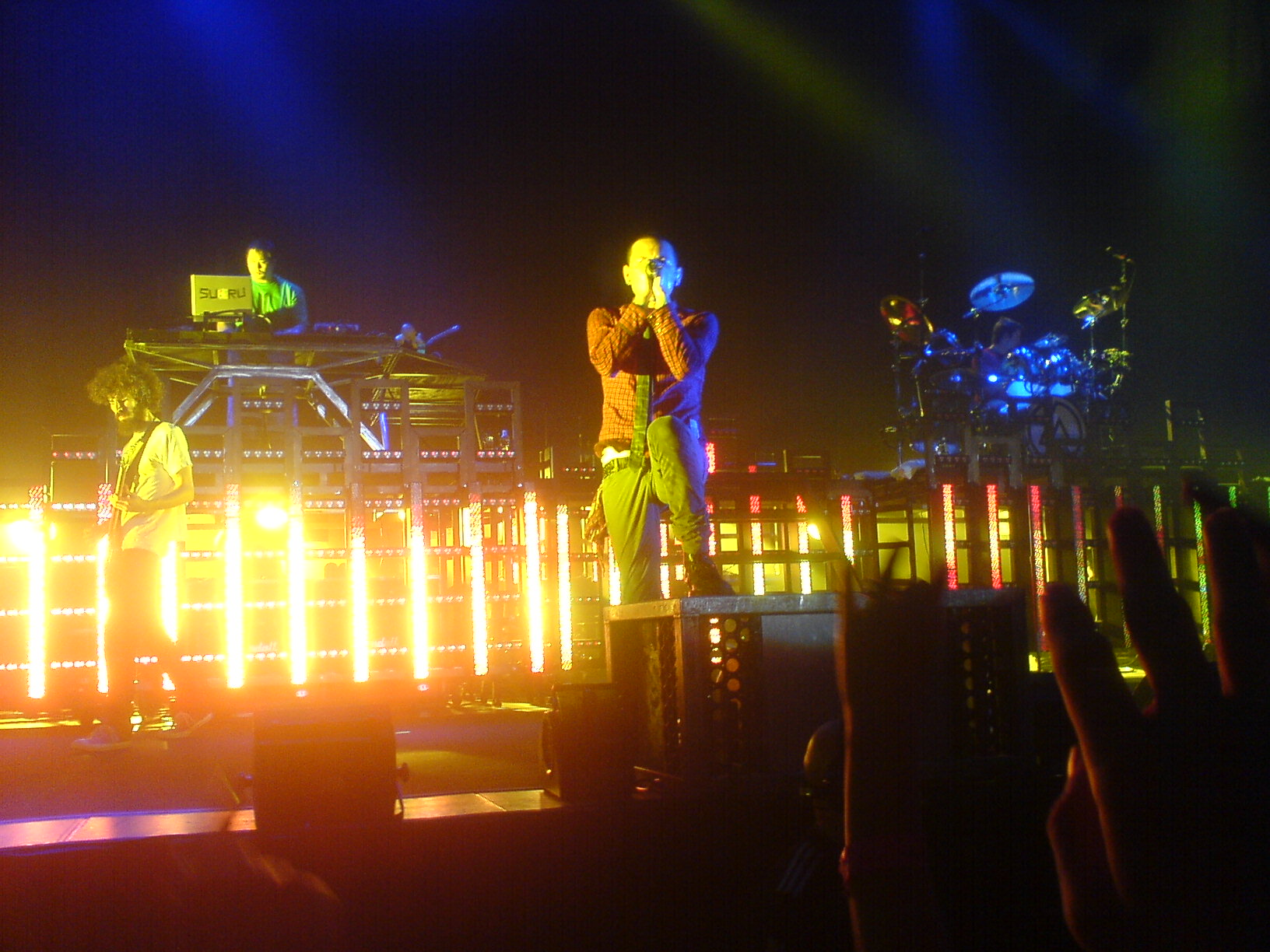
Linkin Park tijdens de Europese tour in 2007.

Linkin Park begon het promoten van het album in Berlijn waar twee nummers debuteerden. Hierna volgde van mei tot en met juni een Europese tour en deed het festivals aan waaronder Pinkpop aandeed. Midden juli bliezen ze hun eigen Projekt Revolution-tour opnieuw leven in met een vierde editie met bands als My Chemical Romance, Placebo en Julien-K. In oktober werd Oceanië aangedaan en de band sloot het jaar af in Azië. In januari begon Linkin Park na een korte pauze opnieuw met toeren en begon in januari de European Winter Tour. Noord-Amerika volgde in februari en maart en tot van begin tot half juni toerde Linkin Park opnieuw tijdens het festivalseizoen in Europa. In de tweede helft van juni kwam Projekt Revolution voor het eerst naar Europa en trad de band op in het Verenigd Koninkrijk en Duitsland. Het concert in Milton Keynes, Londen, werd opgenomen en staat op het DualDiscalbum Road to Revolution: Live at Milton Keynes. Het lange toeren kwam tot een einde in augustus met een laatste Projekt Revolution-tour in juli en augustus. Een kleine tour stond gepland voor oktober, waarin Linkin Park in Azië voor Music for Relief enkele concerten zou spelen. Dit ging niet door vanwege rugproblemen bij Bennington.
In maart 2007 nam Linkin Park in hun oefenruimte al enkele nummers op voor de camera's van onder andere AOL en Walmart, waarbij What I've Done en Given Up voor het eerst werden gespeeld. Op 28 april speelde de band het eerste concert in 2007 in Berlijn en speelde No More Sorrow voor het eerst. De rest van het album werd in 2007 voor het eerst gespeeld, op Valentine's Day, In Between en No Roads Left na. De eerste twee debuteerden in januari 2008 en No Roads Left is tot op heden nog niet gespeeld.

## Stijl en productie
Voordat het album was uitgebracht, schemerde de band af en toe informatie over het album door. Bennington vertelde dat het een mix van punk, klassieke rock en hiphop beats zou zijn. De andere richting werd gekozen omdat de band geen nu-metaltrilogie wilde maken. De band wilde de muzikale grenzen verleggen. "Het was makkelijk voor ons het na te doen, het was makkelijk voor anderen het na te doen", aldus Shinoda.

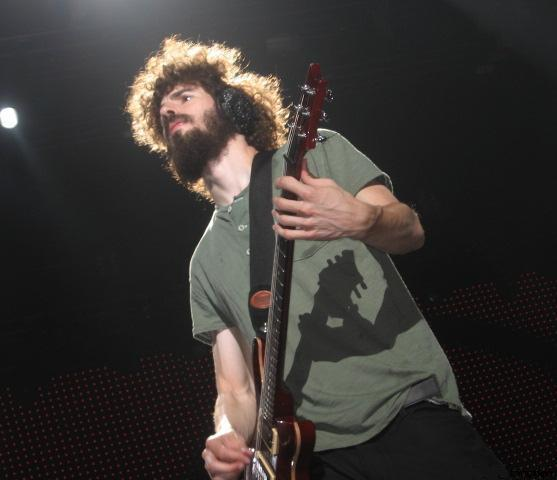
Leadgitarist Brad Delson speelt voor het eerst gitaarsolo's op een Linkin Park-album

Minutes to Midnight is het eerste album met nummers waarop Shinoda de leadzang volledig voor zijn rekening neemt, in plaats van de rapvocalen waar hij om bekendstaat. Dit is het geval op In Between, hoewel Bennington als achtergrondzanger aanwezig is. Ook op No Roads Left bestaat de zang alleen uit die van Shinoda en zingt hij op een ruigere manier en zonder de achtergrondzang van Bennington. Door de voor Shinoda moeilijke zangstijl is het nummer tot op heden niet live gespeeld. Daarnaast rapt hij slechts op twee nummers: op Bleed It Out en Hands Held High. Dit is een grote afname ten opzichte van de vorige albums waar hij op bijna alle nummers rappend te horen was. De rap staat dicht bij de stijl die Shinoda gebruikte op zijn nevenproject Fort Minor.
Op What I've Done, In Pieces en The Little Things Give You Away na zijn alle scratch-elementen van Joe Hahn weggemixt, waardoor deze niet te horen zijn. Hahn is meer bezig met programmering, de elektronica bij het maken van beats en andere geluidselementen. Ook dit is een verandering ten opzichte van de vorige albums.
Minutes to Midnight is het eerste album waarop gitarist Brad Delson solo's speelt. Dit doet hij op In Pieces, Shadow of the Day en The Little Things You Give Away. Ook gebruikt hij het E-Bow effect, waarbij in plaats van de vingers of een plectrum de gitaarsnaren worden bewogen door een apparaatje dat een elektromagnetisch veld creëert en zo een geluid produceert dat lijkt op een strijkstok op de snaren. Het E-Bow effect was oorspronkelijk bestemd voor The Little Things Give You Away maar is uiteindelijk toch voor No More Sorrow gebruikt.
De vierde single Given Up was het eerste stevige nummer dat de band schreef, waar de andere nummers waarmee Linkin Park bezig was rustiger waren. Geluiden als het gerinkel van een sleutelbos en het klappen van handen werden opgenomen en gebruikt in de compositie, waardoor de refreinen op een nog meer punk en industriële manier uitkwamen. Het is het eerste nummer op het album dat scheldwoorden bevat ("fuck" in de refreinen en "fucking" in de brug). De brug bestaat uit een zeventien seconde durende achtereenvolgende schreeuw, dat in spontaniteit is ontstaan. Tijdens concerten wordt deze meestal in twee delen gedaan. Given Up is een van de zwaarste nummers op het album, samen met het door percussie gedreven No More Sorrow.
De vijfde single Leave Out All the Rest was snel in elkaar gezet, de songteksten voor het refrein waren echter een probleem. De band moest het nummer ruim dertig keer herschrijven voordat het in de uiteindelijke vorm terechtkwam. Rubin vond het nummer klinken als een "enorme single". Een demoversie van het nummer werd vrijgegeven op de negende editie van de jaarlijkse fanclub-cd. Deze versie bevat gezongen en gerapte vocalen van Shinoda en heeft een andere songtekst. Het instrumentale introductienummer Wake is met een duur van één minuut en veertig seconden het kortste nummer op het album. De tweede single Bleed It Out is het snelste nummer van het album met 140 BPM en is het kortste nummer met vocalen en bevat het rapcoregeluid waar de band bekend om staat. De derde single en ballad Shadow of the Day is weer het rustigste nummer waar de gitaardistortion alleen in het vierde en laatste refrein is te horen. Het nummer begint met een achterstevoren gespeelde drumsample en bouwt zich op doordat er telkens een nieuwe laag wordt toegevoegd. In het nummer zijn de snaarinstrumenten duidelijk aanwezig en speelt Brad Delson voor het eerst een gitaarsolo.

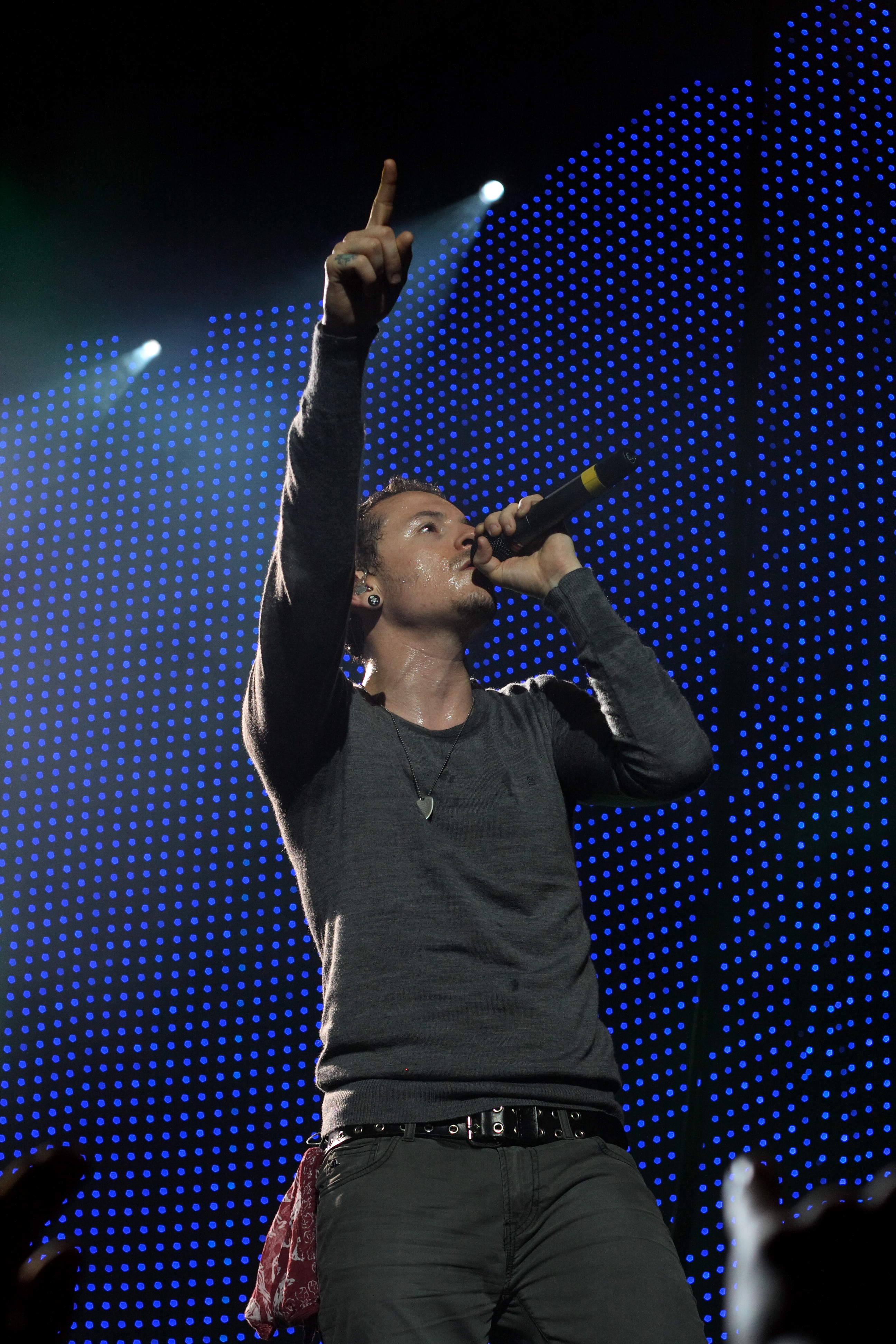
Leadzanger Chester Bennington is op een meer melodische manier te horen op het album.

What I've Done was de eerste single en is volgens de band het nummer dat de verandering in koers het beste weergeeft. Toen de band vond dat het album klaar was, kregen ze in feedback van vrienden te horen dat het album een nummer miste. Het opnemen van een nieuw nummer kon de reeds geplande deadlines in de war schoppen, maar desondanks ging Linkin Park de uitdaging aan en rondde ruim anderhalve week later de single af. In het nummer zingt Bennington over het achterlaten van fouten uit het verleden. In de brug is plaatsgemaakt voor een gitaarsolo van Delson en was het voor het publiek voor het eerst te horen omdat het de eerste single was. De zevende track Hands Held High was oorspronkelijk bestemd als een nummer met Benningtons zangvocalen maar Rubin daagde de band uit om op nummers die perfect bij zangvocalen pasten, rapvocalen te proberen en vice versa. Hands Held High verschilt van de meeste nummers van Linkin Park doordat het uit twee lange coupletten bestaat, het geen gitaardistortie heeft en het over een politiek thema gaat, namelijk de Irakoorlog. Het refrein bestaat uit de gelaagde zang van alle bandleden dat ook voor het eerst gedaan is. Valentine's Day, het negende nummer, is opgenomen in de Kornstudios en is het meest door pop beïnvloedde nummer door het rustige karakter dat zich voortzet tot na het tweede couplet. Een break en een brug volgen waarna het climacterische refrein begint.
In Between is het eerste nummer dat uit de zang van Shinoda bestaat, met Bennington op de achtergrond. Op veel van de nummers werden twee versies opgenomen, waarbij de eerste uit de zang van Bennington bestaat en de andere uit die van Shinoda. Bij het stemmen van de versies, kreeg Shinoda's versie de voorkeur. In Between bestaat uit enkele lagen en hoewel de band experimenteerde met gitaardistortion en drumsamples, werd de demoversie uiteindelijk gekozen. Op In Pieces was er een probleem op de brug, waarbij de vocalen van Bennington niet goed aanvoelden. Hierom voegde de band op de brug opnieuw een gitaarsolo toe en hiermee was het nummer af. Het thema is het niet houden van beloftes tussen twee personen in een relatie en is afkomstig van Bennington. Het laatste nummer op de standaardeditie is The Little Things Give You Away en gebouwd rondom het drumpatroon dat te horen is op de brug. Drummer Rob Bourdon bedacht deze sample. Het nummer is anders dan de meeste Linkin Park-nummers op muzikaal en lyrisch gebied en is het langste nummer dat is gemaakt. In het nummer wordt gebruikgemaakt van een akoestisch gitaar Het nummer bevat opnieuw een politiek statement, ditmaal wordt het te laat te hulp schieten van voormalig president Bush na de rampzalige orkaan Katrina bekritiseerd. Het nummer is geschreven in een zesachtstemaat en heeft na de brug een lange gitaarsolo van zestien maten. Dit leidt het climax in, dat bestaat uit vele instrumenten. In de demo worden de vocalen door Shinoda gezongen. De band heeft meerdere malen duidelijk gemaakt het meest trots op dit nummer te zijn. B-kant No Roads Left wordt gedragen door een gitaarriff, die verandert in het tweede refrein. Ook dit nummer werd door zowel Bennington als Shinoda ingezongen en ook hier werd de versie van Shinoda gekozen.
Op de negende fanclub-cd stond het nummer Across the Line, dat oorspronkelijk het dertiende nummer van het album zou zijn. In de achtergronddocumentaire over de productie van het album is een gedeelte van het nummer te horen onder de demotitel Japan.
Linkin Park heeft voor dit album met verschillende instrumenten gewerkt, van banjo's tot mumba's. Dit was vooral het geval op Shadow of the Day, waarin lange tijd gezocht werd naar een juiste introductie van het nummer.
"Je hoort Mike [Shinoda] minder. Het zal lijken dat hij niet op het album staat, maar hij doet meer de muzikale dingen. Wij presenteren ons ook anders. Andere kleren, onze haren zijn gedaan en dit is het uiteindelijke resultaat." - Chester Bennington

## Lek
In april lekte een album onder de naam Minutes to Midnight. Dit bleek echter een samenvoeging van oude en demotracks van Linkin Park, nummers van Benningtons voormalige band Grey Daze. Een maand later kwam het echte album alsnog voor de releasedatum op diverse downloadwebsites, torrentsites en deelprogramma's terecht. Shinoda gaf kort daarna commentaar op de uitgelekte versie van Minutes to Midnight:
"Het kan niet meer opwindend zijn nieuwe muziek te mogen presenteren. Vooral na al het harde werk dat we in dit album hebben gestopt, bijna anderhalf jaar experimenteren, fouten, inspiratie en voorzichtig vakmanschap. We hebben alles wat we hadden in deze nummers gestopt en we willen dat jullie elke seconde daarvan kunnen horen. Ik kan niet wachten tot jullie de hele betekenis van de nummers zullen begrijpen, en de lagen van muziek, zodat jullie uiteindelijk zelf je ideeën mogen vormen over wat deze nummers voor jullie betekenen.
 Aan de andere kant hebben wij maanden van ons leven gebruikt om dit album, de cover, de special edition en het grote boek zo creatief mogelijk om te zetten in een kunstwerk. Het album heeft fantastische foto's, songteksten, en opmerkingen over hoe de nummers zo zijn samen gekomen. Het is de visuele helft van het album. Zelfs de volgorde waarin het wordt afgespeeld is belangrijk. Voor degene die het album toch hebben gedownload, doe ons een plezier, en luister het album op volgorde, dat is het minste wat we van jullie kunnen vragen, zo zal je er waarschijnlijk ook meer van genieten.

## Tracklist
Alle muziek en teksten zijn geschreven door Linkin Park. 
| Nr. | Titel                           | Duur  |
| --- | ------------------------------- | ----- |
| 1.  | Wake                            | 01:40 |
| 2.  | Given Up                        | 03:09 |
| 3.  | Leave Out All the Rest          | 03:29 |
| 4.  | Bleed It Out                    | 02:44 |
| 5.  | Shadow of the Day               | 04:49 |
| 6.  | What I've Done                  | 03:25 |
| 7.  | Hands Held High                 | 03:53 |
| 8.  | No More Sorrow                  | 03:41 |
| 9.  | Valentine's Day                 | 03:16 |
| 10. | In Between                      | 03:16 |
| 11. | In Pieces                       | 03:38 |
| 12. | The Little Things Give You Away | 06:23 |

| Nr. | Titel                            | Duur  |
| --- | -------------------------------- | ----- |
| 13. | No Roads Left                    | 03:52 |
| 14. | What I've Done (Distorted Remix) | 03:50 |
| 15. | Given Up (Third Encore Session)  | 03:09 |

| Nr. | Titel                          | Duur  |
| --- | ------------------------------ | ----- |
| 13. | No Roads Left (voorbestelling) | 03:52 |

| Nr. | Titel                                 | Duur  |
| --- | ------------------------------------- | ----- |
| 13. | What I've Done (Live at AOL Sessions) | 03:29 |

| Nr. | Titel                                                                      | Duur |
| --- | -------------------------------------------------------------------------- | ---- |
| 1.  | One Step Closer (live in Live in Shanghai in China op 18 november 2007)    |      |
| 2.  | Lying from You (live in Live in Shanghai in China op 18 november 2007)     |      |
| 3.  | Somewhere I Belong (live in Live in Shanghai in China op 18 november 2007) |      |
| 4.  | No More Sorrow (live in Live in Shanghai in China op 18 november 2007)     |      |
| 5.  | Papercut (live in Live in Shanghai in China op 18 november 2007)           |      |

| Nr. | Titel                                                              | Duur  |
| --- | ------------------------------------------------------------------ | ----- |
| 1.  | What I've Done (live in de O2 Arena te Londen op 29 januari 2008)  | 07:27 |
| 2.  | One Step Closer (live in de O2 Arena te Londen op 29 januari 2008) | 04:10 |
| 3.  | Faint (live in de O2 Arena te Londen op 29 januari 2008)           | 04:07 |

| Nr. | Titel                 | Duur  |
| --- | --------------------- | ----- |
| 13. | Faint (Live in Japan) | 02:46 |

| Nr. | Titel                            | Duur  |
| --- | -------------------------------- | ----- |
| 13. | Faint (Live in Japan)            | 02:46 |
| 14. | No Roads Left                    | 03:52 |
| 15. | What I've Done (Distorted Remix) | 03:50 |
| 16. | Given Up (Third Encore Session)  | 03:09 |

| Nr. | Titel                                   | Duur  |
| --- | --------------------------------------- | ----- |
| 13. | Breaking the Habit (Live at Soundcheck) | 04:25 |
| 14. | What I've Done (Live at Soundcheck)     | 03:24 |

| Nr. | Titel                                 | Duur  |
| --- | ------------------------------------- | ----- |
| 13. | What I've Done (Live at AOL Sessions) | 03:29 |
| 14. | No More Sorrow (Live at AOL Sessions) | 03:45 |

### Demo's en tijdelijke titels
Alle informatie is afkomstig van de dvd.
- Minutes to Midnight (albumtitel) - Almanac, Argue. Agree., Ascend, Dictionary, In Cold Blood, In Triumph & Tragedy, Linkin Park, Leave Out All the Rest en Triumph in Tragedy
  - Wake - WAKE Album Intro Idea
  - Given Up - 21 Stitches
  - Leave Out All the Rest - Fear en When My Time Comes
  - "Bleed It Out" - Accident (de gitaarriff is per ongeluk ontstaan), Re-f***ing-write
  - Shadow of the Day - Saint
  - What I've Done - Regrets en Bang Three
  - Hands Held High - Song Q
  - No More Sorrow - Ebow Idea
  - Valentine's Day - Love and Sadness
  - In Between - Apologies
  - In Pieces - Pictures
  - The Little Things Give You Away - Drum Song
  - No Roads Left - Patients en No Roads Left But One

### Dvd
De dvd bevat de verhoogde mp3-versies van alle tracks (48 kHz/24 bit), de videoclip van What I've Done, de Making The Video: What I've Done en de documentaire The Making of Minutes to Midnight.
De dvd-rom heeft extra artikelen voor op de pc, waaronder bureaubladachtergronden, screensavers, buddy-icons en een pdf-boekje met songteksten en liner notes. Ook heeft het een link naar een website, die alleen toegankelijk is via de dvd. Daar is een flash widget beschikbaar en fansitespullen. Het bevat ook een 32-pagina tellende artboek met de songteksten en het artwork van Shinoda en Hahn, samen met foto's van het opnameproces.

#### Dvd-inhoud
- Een speciaal menu waar de nummers afgespeeld kunnen worden
- Mp3-bestanden van de nummers
- De documentaire The Making of Minutes to Midnight
- De videoclip van What I've Done
- De documentaire over de opnames van What I've Done
- Songteksten
- Fotogalerij
- Fine Art-galerij
- Het albumboekje als pdf-bestand
- Een applicatie om ringtones te maken van What I've Done
- Instant Messenger Icons
- Bureaubladachtergrond
- Linkin Park Toolkit
- Linkin Park Widget
- Toegang tot de Linkin Park Underground
- Albumupdates; toegang tot videomateriaal

## Albumversies
Er zijn verschillende versies van Minutes to Midnight.
- "Minutes to Midnight CD" (Explicit); de standaardversie van het album.
- "Minutes to Midnight CD" (Clean); gelijk aan de standaardversie, hoewel bij deze editie de vloekwoorden er uit zijn gehaald. Dit is het geval bij Given Up, Bleed It Out en Hands Held High.
- "Minutes to Midnight CD/DVD Special Edition"; bevat naast de expliciete cd een dvd met onder andere alle nummers van het album, de achter-de-schermendocumentaire The Making of Minutes to Midnight, de achter-de-schermendocumentaire What I've Done met de videoclip, en een fotogalerij.
- "Minutes to Midnight CD/MVI DVD Super Fan Edition"; bevat naast de standaardversie van de cd en de dvd een 68 pagina's tellende artwork-boek met daarin 6 artwork-kaarten en een T-shirt en is alleen online te koop.
- "Minutes to Midnight CD/MVI DVD Limited Special Edition"; bevat de standaardversie van de cd, de dvd en een 32 pagina's tellende boek met artwork en songteksten.

## Remixen
Voor de B-kanten van Bleed It Out en Leave Out All the Rest heeft Shinoda de nummers What I've Done en Leave Out All the Rest geremixt. Bovendien zijn tijdens liveshows enkele nummers voorzien van verlengde in- en outro's. De single Given Up heeft een verlengde einde van enkele secondes. Bleed It Out, een van de kortste nummers op het album, een ruim zeven - soms acht minuten durende track is met een drumsolo van Rob Bourdon op de brug, een verlengde gitaarsolo en een meezinggedeelte als slot. De single What I've Done heeft een verlengde instrumentale techno-intro met sirenes en het nummer No More Sorrow heeft een uitgebreide inleiding van ruim twee minuten. Het nummer Hands Held High wordt soms a capella uitgevoerd met enkel de coupletten en soms over de inleiding van het nummer Krwlng. Shinoda voegt soms een keyboardintroductie toe aan The Little Things Give You Away. Het non-instrumentale gedeelte uit Wake heeft tijdens live-uitvoeringen een technobeat gekregen en is in deze vorm hernoemd naar Wake 2.0.

## Singles en B-kanten
| Single                 | B-kant(en)                                                         |
| ---------------------- | ------------------------------------------------------------------ |
| What I've Done         | Faint (Live at Summer Sonic, Chiba Marine, Tokio, Japan)           |
| What I've Done         | From the Inside (Live at Summer Sonic, Chiba Marine, Tokio, Japan) |
| Bleed It Out           | What I've Done (Distorted Remix)                                   |
| Bleed It Out           | Given Up (Third Encore Session)                                    |
| Shadow of the Day      | Bleed It Out (Live from Projekt Revolution, Holmdel, NJ, VS)       |
| Shadow of the Day      | No More Sorrow (Third Encore Session)                              |
| Given Up               | Valentine's Day (Live From Frankfurt, Duitsland)                   |
| Given Up               | In Between (Live from London, UK)                                  |
| Leave Out All the Rest | In Pieces (Live in Washington DC, US)                              |
| Leave Out All the Rest | Leave Out All the Rest (Live in Detroit, US)                       |
| Leave Out All the Rest | Leave Out All the Rest (M. Shinoda remix)                          |
| Leave Out All the Rest | Leave Out All the Rest (Live from Milton Keynes, UK)               |

## Releasedata
- Nederland: 11 mei 2007 (Gelimiteerde editie)
- Europese Unie: 12 mei 2007
- Wereldwijd: 14 mei 2007
- Verenigde Staten: 15 mei 2008

## Ontvangst

### Kritisch
Het album werd gemengd opgevangen. Op fora van fansites drukten fans hun teleurstelling uit over het feit dat het album minder metal dan de vorige twee is. Anderen vinden het een vooruitgang, met de nieuwe stijlen die gebruikt zijn.
Rolling Stone gaf het album een acht (vier uit vijf sterren) en zei dat de band nu meer schrijft over huidige onderwerpen en niet meer over de wrok tegen een voormalig vriendin. Ze beschrijven het album als "metallic pop met een hiphopstap en een word-wakkertrap". Bill Lamb van About.com beschouwde Minutes to Midnight als "een indrukwekkende prestatie" en ging door: "Linkin Park behandelt zijn verkenningen bij deze stap vooruit met een indrukwekkende gratie". Beide websites hadden een positieve melding voor Hands Held High en The Little Things Give You Away.
Allmusic gaf het album een cijfer vier (twee uit vijf sterren) en beschreef het geluid van het album als "passé" en zei dat Linkin Park "een verwarde, kleurloze duisternis probeerde te creëren". Het Nederlandse Podium Info gaf eveneens een negatieve recensie. De website zegt dat de band "te veilige liedjes heeft neergezet" en de band "liever popliedjes wilde schrijven maar zich moest houden aan de huistijl".

### Commercieel
Minutes to Midnight debuteerde in week 16 van 2007 in vijftien landen op de eerste positie en verkreeg in evenzoveel landen de platinastatus. In de Verenigde Staten was het met 625.000 verkochte exemplaren het op twee na bestverkochte album in de eerste week van dat jaar. Wereldwijd ging het in een maand tijd ruim drie miljoen keer over de toonbank. Bovendien was het de bestverkochte elpee van een rockgroep in 2007. Tot aan november 2009 werden van het album ruim acht miljoen exemplaren verkocht. Desondanks is Minutes to Midnight het slechtst verkopende studioalbum van de band, waarbij het ook met het singleverkoop teleurstelde.

### Album

#### Wereldwijd
| Lijst                        | Top | Status     | Exemplaren verkocht | Bron   |
| ---------------------------- | --- | ---------- | ------------------- | ------ |
| Nederlandse Album Top 100    | 2   | Goud       | 25.000+             | [ 16 ] |
| Vlaamse Ultratop 50          | 2   | Goud       | 15.000+             | [ 17 ] |
| Waalse Ultratop 50           | 2   | Goud       | 15.000+             | [ 16 ] |
| Amerikaanse Billboard 200    | 1   | 2× platina | 2.836.000+          | [ 6 ]  |
| Canadese Album Chart         | 1   | Platina    | 1.950.000+          | [ 6 ]  |
| Australische Top 50          | 1   | 2× platina | 14.000+             | [ 16 ] |
| Deense Album Top 40          | 2   | -          | n/b                 | [ 16 ] |
| Duitse Top 100               | 1   | 2× platina | 400.000+            | [ 18 ] |
| Europese Top 100             | 1   | -          | n/b                 | [ 6 ]  |
| Finse Top 40                 | 1   | Goud       | 15.000              | [ 16 ] |
| Franse Top 200               | 1   | Platina    | 40.000+             | [ 16 ] |
| Italiaanse Top 100           | 1   | 2× platina | 180.000+            | [ 16 ] |
| Japanse Top 100              | 1   | Platina    | 377.620+            | [ 19 ] |
| Mexican Album Chart          | 2   | Goud       | 50.000              | [ 16 ] |
| Nieuw-Zeeland - Top 50       | 1   | 2× platina | 30.000              | [ 16 ] |
| Oostenrijkse Top 75          | 1   | Platina    | 20.000              | [ 16 ] |
| Polen - Top 50               | 2   | Goud       | 35.000              | [ 20 ] |
| Spaanse Top 100              | 2   | -          | n/b                 | [ 16 ] |
| Verenigd Koninkrijk - Top 40 | 1   | Platina    | 500.000+            | [ 21 ] |
| Zweedse Top 60               | 1   | Goud       | 20.000              | [ 16 ] |
| Zwitserse Album Top 100      | 1   | Platina    | 30.000              | [ 16 ] |

#### Nederlandse Album Top 100
| Minutes to Midnight in de Album Top 100 - binnen: 19 mei 2009 | Minutes to Midnight in de Album Top 100 - binnen: 19 mei 2009 | Minutes to Midnight in de Album Top 100 - binnen: 19 mei 2009 | Minutes to Midnight in de Album Top 100 - binnen: 19 mei 2009 | Minutes to Midnight in de Album Top 100 - binnen: 19 mei 2009 | Minutes to Midnight in de Album Top 100 - binnen: 19 mei 2009 | Minutes to Midnight in de Album Top 100 - binnen: 19 mei 2009 | Minutes to Midnight in de Album Top 100 - binnen: 19 mei 2009 | Minutes to Midnight in de Album Top 100 - binnen: 19 mei 2009 | Minutes to Midnight in de Album Top 100 - binnen: 19 mei 2009 | Minutes to Midnight in de Album Top 100 - binnen: 19 mei 2009 | Minutes to Midnight in de Album Top 100 - binnen: 19 mei 2009 | Minutes to Midnight in de Album Top 100 - binnen: 19 mei 2009 | Minutes to Midnight in de Album Top 100 - binnen: 19 mei 2009 | Minutes to Midnight in de Album Top 100 - binnen: 19 mei 2009 | Minutes to Midnight in de Album Top 100 - binnen: 19 mei 2009 | Minutes to Midnight in de Album Top 100 - binnen: 19 mei 2009 | Minutes to Midnight in de Album Top 100 - binnen: 19 mei 2009 | Minutes to Midnight in de Album Top 100 - binnen: 19 mei 2009 | Minutes to Midnight in de Album Top 100 - binnen: 19 mei 2009 | Minutes to Midnight in de Album Top 100 - binnen: 19 mei 2009 | Minutes to Midnight in de Album Top 100 - binnen: 19 mei 2009 | Minutes to Midnight in de Album Top 100 - binnen: 19 mei 2009 | Minutes to Midnight in de Album Top 100 - binnen: 19 mei 2009 |
| Week                                                          | 1                                                             | 2                                                             | 3                                                             | 4                                                             | 5                                                             | 6                                                             | 7                                                             | 8                                                             | 9                                                             | 10                                                            | 11                                                            | 12                                                            | 13                                                            | 14                                                            | 15                                                            | 16                                                            | 17                                                            | 18                                                            | 19                                                            | 20                                                            | 21                                                            | 22                                                            |                                                               |
| ------------------------------------------------------------- | ------------------------------------------------------------- | ------------------------------------------------------------- | ------------------------------------------------------------- | ------------------------------------------------------------- | ------------------------------------------------------------- | ------------------------------------------------------------- | ------------------------------------------------------------- | ------------------------------------------------------------- | ------------------------------------------------------------- | ------------------------------------------------------------- | ------------------------------------------------------------- | ------------------------------------------------------------- | ------------------------------------------------------------- | ------------------------------------------------------------- | ------------------------------------------------------------- | ------------------------------------------------------------- | ------------------------------------------------------------- | ------------------------------------------------------------- | ------------------------------------------------------------- | ------------------------------------------------------------- | ------------------------------------------------------------- | ------------------------------------------------------------- | ------------------------------------------------------------- |
| Nummer                                                        | 2                                                             | 3                                                             | 4                                                             | 8                                                             | 15                                                            | 18                                                            | 20                                                            | 33                                                            | 33                                                            | 38                                                            | 40                                                            | 38                                                            | 28                                                            | 25                                                            | 35                                                            | 31                                                            | 38                                                            | 39                                                            | 43                                                            | 59                                                            | 89                                                            | 100                                                           | uit                                                           |

#### Ultratop 50
| Minutes to Midnight in de Ultratop 50 Albums - binnen: 19 mei 2009 | Minutes to Midnight in de Ultratop 50 Albums - binnen: 19 mei 2009 | Minutes to Midnight in de Ultratop 50 Albums - binnen: 19 mei 2009 | Minutes to Midnight in de Ultratop 50 Albums - binnen: 19 mei 2009 | Minutes to Midnight in de Ultratop 50 Albums - binnen: 19 mei 2009 | Minutes to Midnight in de Ultratop 50 Albums - binnen: 19 mei 2009 | Minutes to Midnight in de Ultratop 50 Albums - binnen: 19 mei 2009 | Minutes to Midnight in de Ultratop 50 Albums - binnen: 19 mei 2009 | Minutes to Midnight in de Ultratop 50 Albums - binnen: 19 mei 2009 | Minutes to Midnight in de Ultratop 50 Albums - binnen: 19 mei 2009 | Minutes to Midnight in de Ultratop 50 Albums - binnen: 19 mei 2009 | Minutes to Midnight in de Ultratop 50 Albums - binnen: 19 mei 2009 | Minutes to Midnight in de Ultratop 50 Albums - binnen: 19 mei 2009 | Minutes to Midnight in de Ultratop 50 Albums - binnen: 19 mei 2009 | Minutes to Midnight in de Ultratop 50 Albums - binnen: 19 mei 2009 | Minutes to Midnight in de Ultratop 50 Albums - binnen: 19 mei 2009 | Minutes to Midnight in de Ultratop 50 Albums - binnen: 19 mei 2009 | Minutes to Midnight in de Ultratop 50 Albums - binnen: 19 mei 2009 | Minutes to Midnight in de Ultratop 50 Albums - binnen: 19 mei 2009 | Minutes to Midnight in de Ultratop 50 Albums - binnen: 19 mei 2009 | Minutes to Midnight in de Ultratop 50 Albums - binnen: 19 mei 2009 |
| Week                                                               | 1                                                                  | 2                                                                  | 3                                                                  | 4                                                                  | 5                                                                  | 6                                                                  | 7                                                                  | 8                                                                  | 9                                                                  | 10                                                                 | 11                                                                 | 12                                                                 | 13                                                                 | 14                                                                 | 15                                                                 | 16                                                                 | 17                                                                 | 18                                                                 | 19                                                                 | 20                                                                 |
| ------------------------------------------------------------------ | ------------------------------------------------------------------ | ------------------------------------------------------------------ | ------------------------------------------------------------------ | ------------------------------------------------------------------ | ------------------------------------------------------------------ | ------------------------------------------------------------------ | ------------------------------------------------------------------ | ------------------------------------------------------------------ | ------------------------------------------------------------------ | ------------------------------------------------------------------ | ------------------------------------------------------------------ | ------------------------------------------------------------------ | ------------------------------------------------------------------ | ------------------------------------------------------------------ | ------------------------------------------------------------------ | ------------------------------------------------------------------ | ------------------------------------------------------------------ | ------------------------------------------------------------------ | ------------------------------------------------------------------ | ------------------------------------------------------------------ |
| Nummer                                                             | 7                                                                  | 2                                                                  | 2                                                                  | 2                                                                  | 2                                                                  | 10                                                                 | 14                                                                 | 17                                                                 | 22                                                                 | 25                                                                 | 30                                                                 | 31                                                                 | 29                                                                 | 31                                                                 | 31                                                                 | 36                                                                 | 41                                                                 | 36                                                                 | 44                                                                 | 52                                                                 |
| Week                                                               | 21                                                                 | 22                                                                 | 23                                                                 | 24                                                                 | 25                                                                 | 26                                                                 | 27                                                                 | 28                                                                 | 29                                                                 | 30                                                                 | 31                                                                 | 32                                                                 | 33                                                                 | 34                                                                 | 35                                                                 | 36                                                                 | 37                                                                 | 38                                                                 | 39                                                                 |                                                                    |
| Nummer                                                             | 54                                                                 | 74                                                                 | 89                                                                 | 90                                                                 | 92                                                                 | 98                                                                 | 92                                                                 | 90                                                                 | 97                                                                 | 97                                                                 | 95                                                                 | 91                                                                 | 85                                                                 | 81                                                                 | 73                                                                 | 72                                                                 | 91                                                                 | 70                                                                 | 84                                                                 | uit                                                                |

### Singles
De singles van Minutes to Midnight behaalden weinig succes in Nederlandse Top 40. Het nummer What I've Done werd als leadsingle gebruikt en behaalde slechts de 26ste positie in de Top 40 terwijl het in de Verenigde Staten op de zevende positie debuteerde en tot de zesde plaats in de Britse UK Singles Chart reikte. Bleed It Out was de tweede single en stelde teleur door in de tipparade te blijven en had wereldwijd ook weinig succes. Derde single Shadow of the Day flopte eveneens in Nederland maar deed het daarentegen beter in de Amerikaanse Billboard Hot 100 door meer punten te verkrijgen dan What I've Done ondanks een vijftiende plaats. Given Up is in de VS en het Verenigd Koninkrijk al als vierde single uitgebracht en behaalde als enige de Billboard-rocklijsten. In veel landen had de single weinig airplay, wat funest was voor de verkoop. Leave Out All the Rest was de vijfde single maar behaalde de Top 40 niet. Opmerkelijk genoeg hebben de singles van het album in de Verenigde Staten de meeste certificaties gekregen, in vergelijking met de voorgaande albums.
| Jaar | Nummer                 | Piek      | Piek              | Piek           | Piek                 | Piek                   | Piek                | Piek          | Piek           | Piek                | Piek      | Piek      | Piek      | Piek       | Status          |
| Jaar | Nummer                 | NL Top 40 | NL Single Top 100 | VL Ultratop 50 | US Billboard Hot 100 | US Alter- native Songs | US Main-stream Rock | UK Hitlist 75 | AU ARIA Charts | DU Musik- markt 100 | NZ Top 40 | OO Top 75 | SE Top 60 | ZW Top 100 | Status          |
| ---- | ---------------------- | --------- | ----------------- | -------------- | -------------------- | ---------------------- | ------------------- | ------------- | -------------- | ------------------- | --------- | --------- | --------- | ---------- | --------------- |
| 2007 | What I've Done         | 28        | 28                | 26             | 7                    | 1                      | 1                   | 6             | 13             | 4                   | 9         | 8         | 6         | 6          | 2× platina (VS) |
| 2007 | Hands Held High        | —         | —                 | —              | 123                  | —                      | —                   | —             | —              | —                   | —         | —         | —         | —          | —               |
| 2007 | No More Sorrow         | —         | —                 | —              | 124                  | —                      | —                   | —             | —              | —                   | —         | —         | —         | —          | —               |
| 2007 | Bleed It Out           | tip11     | 79                | —              | 52                   | 2                      | 3                   | 29            | 24             | 40                  | 7         | 43        | 14        | 42         | Platina (VS)    |
| 2007 | Shadow of the Day      | tip18     | —                 | —              | 15                   | 2                      | 6                   | 46            | 15             | 12                  | 13        | 6         | 20        | 11         | Platina (VS)    |
| 2008 | Given Up               | —         | —                 | 47             | 99                   | 4                      | 5                   | —             | —              | 53                  | —         | —         | —         | —          | —               |
| 2008 | Leave Out All the Rest | tip5      | —                 | —              | 94                   | 33                     | 24                  | 90            | 24             | 15                  | 38        | 17        | 42        | 36         | Goud (VS)       |

## Personeel
Linkin Park
- Chester Bennington: leadvocalen, achtergrondvocalen, ritmisch gitarist
- Rob Bourdon: drum, percussie, achtergrondvocalen
- Brad Delson: leadgitaar, achtergrondvocalen
- Joseph Hahn: dj, scratching, programmering, sampling, achtergrondzang
- Phoenix: basgitaar, achtergrondzang
- Mike Shinoda: ritmisch gitarist, leadvocalen, achtergrondvocalen, producer, remixer, MC, keyboard

Overig
- Productie door Rick Rubin en Mike Shinoda
- Engineer: Andrew Scheps, Ethan Mates en Dana Nielsen, assistent engineer: Phillip Broussard, Jr.
- Studioproductie coördinator: Stephanie Ludoor, albumproductie coördinator: Lindsay Chase
- Opgenomen in The Mansion in Laurel Canyon en de NRG Studios, gemixt in de Paramount Studios
- Gemixt door Neal Avron, geassisteerd door George Gumbs en Nicholas Fournier
- Protoolsengineer: Erich Talaba
- Gemasterd door Dave Collins at Collins Audio

- A&R: Tom Whalley, A&R-coördinatie: Liza Joseph & Trish Evangelista
- Marketingdirecteur: Peter Stenish
- Creatieve regie door Frank Maddocks, Ellen Wakayama, Mike Shinoda en Joe Hahn, artregie: Frank Maddocks en Nikos Constant
- Design: Frank Maddocks
- Toegevoegde opnamefotografie door Edward Colver (voor- en achter endsheets)
- Snaarwerk (Shadow of the Day, The Little Things Give You Away, Hands Held High, Leave Out All the Rest en No Roads Left) gearrangeerd door Dave Campbell, Mike Shinoda en Brad Delson, alle snaren gedirigeerd door Dave Campbell.[26]
  - Violen: Charles Bisharat, Mario DeLeon, Armen Garabedian, Julian Hallmark, Gerry Hilera, Songa Lee-Kitto, Natalie Leggett, Josefina Vergara, Sara Parkins
  - Altviool: Matt Funes, Andrew Picken
  - Celli: Larry Corbett, Suzie Katayama
  - Bass: Oscar Hidalgo